# Hassan Regragui
Pour les articles homonymes, voir Regragui.
Hassan Regragui est un footballeur puis entraîneur marocain né en 1964 à Sidi Kacem. Il entraîne actuellement le club marocain du Chabab Houara.